# Percy Yutar
Percy Yutar (* 29. Juli 1911 in Kapstadt; † 13. Juli 2002 in Johannesburg) war ein südafrikanischer Staatsanwalt. Er vertrat die Anklage im Rivonia-Prozess, in dem führende Oppositionelle wie Nelson Mandela im Jahr 1964 zu lebenslanger Haft verurteilt wurden.

## Leben
Yutar war eines von acht Kindern einer jüdischen Einwandererfamilie aus Litauen, deren ursprünglicher Familiennamen Yuter lautete. Percy Yutar wurde im Kapstadter Stadtteil Woodstock geboren und wuchs in bescheidenen Verhältnissen auf. Sein Vater betrieb eine Schlachterei. Bei einem Unfall im Betrieb seines Vaters wurde Percy Yutars linke Hand verstümmelt. Mit einem Stipendium studierte er an der University of Cape Town Rechtswissenschaften und wurde 1937 promoviert. Im Umfeld eines zu dieser Zeit in Südafrika anwachsenden Antisemitismus konnte er anschließend nur in einem Postamt als Angestellter arbeiten, später in untergeordneter Stellung als Jurist in Pretoria. 1940 wurde er der erste jüdische Staatsanwalt Südafrikas. Später wurde er erst im Oranje-Freistaat, dann in Transvaal stellvertretender Generalstaatsanwalt. Yutar war bei den Sicherheitskräften beliebt, da er Oppositionelle unnachsichtig verfolgte.
1963 bis 1964 war Yutar Ankläger im Rivonia-Prozess, in dem elf führende Widerstandskämpfer, darunter Nelson Mandela und Walter Sisulu, der Sabotage beschuldigt wurden. Zur Vorbereitung auf den Prozess verwendete er Akten in der Zentrale (The Grays) des damaligen Sicherheitsdienstes, in Johannesburg, in denen große Mengen von bei Polizeirazzien gesammelten Materialien enthalten waren. Yutar nutzte seine Recherchen an diesem Ort auch für die Vorbereitungen auf den Prozess gegen den jungen Polizisten Johannes Arnoldus Greef, der den politischen Häftlingen Moosa Moolla, Abdulhay Jassat, Arthur Goldreich und Harold Wolpe zur Flucht aus dem Gefängnis der Polizeistation Marshall Square verholfen hatte. Die Verhandlungen gegen den Polizisten mit dessen Verurteilung zu 6 Jahren Haft werden als Exempel im Vorfeld des Rivonia-Prozesses gesehen. Percy Yutar bezeichnete den Fall von Greef als die Tat eines Polizeibeamten, „der den üblen Machenschaften von Verrätern erlegen sei, die eine gewaltsame, teuflische Revolution im Lande planten, eine Verschwörung mit allen militärischen Mitteln“.
Er führte brutale Kreuzverhöre mit einigen der Angeklagten sowie mit Alan Paton, der lediglich als Fürsprecher der Angeklagten auftrat. Er bedauerte in seinen Ausführungen, dass die Angeklagten nicht des Hochverrats bezichtigt worden seien, die die Todesstrafe nach sich gezogen hätte. Acht der Angeklagten wurden zu lebenslanger Haft verurteilt. Nach dem Ende der Apartheid gab Yutar an, das Leben der Angeklagten gerettet zu haben, indem er nicht auf einer Anklage wegen Hochverrats bestanden habe – gleichwohl konnte aber auch Sabotage mit dem Tod bestraft werden. Mandela lud ihn 1995 zu einem Essen ein und erklärte, dass Yutar mit der Vertretung der Anklage nur seiner Pflicht nachgekommen sei.
Yutar wurde 1974 zum Generalstaatsanwalt (General Attorney) befördert. 1976 trat er von seinem Amt zurück und wurde Barrister in Johannesburg. In der zur Aufklärung des Aufstands in Soweto gegründeten Cillie Commission leitete er die Zeugenvernehmungen.
Das Verhalten Yutars im Gerichtssaal wurde als „boshaft“ sowie „flamboyant und aggressiv,“ seine Sprache als „blumig“ beschrieben. Er galt als eher unpolitisch und der Apartheid gegenüber gleichgültig eingestellt.
Er war elf Jahre lang Vorsitzender der United Hebrew Congregation in Johannesburg. Er starb nach einem Schlaganfall und einem Herzinfarkt. Er war über 50 Jahre mit der Musikerin Cecilia Yutar verheiratet, mit der er einen Sohn hatte.